# 전주대사습놀이
전주대사습놀이(全州大私習一)는 전주 지방에서 거행된 궁술대회(弓術大會：숙종대)와 전주 특유의 통인물(通引物) 놀이(영조대), 그리고 판소리 백일장(철종 후기) 등 민속무예놀이를 통틀어 일컫는 명칭이다.
판소리 백일장은 영문통인(營門通人:全羅監營)과 본부통인(本部通人：全州)의 경창(競唱)을 위하여 전국에서 초치(招致)하여 대결하는데, 순조(純祖) 때에는 대사습놀이에서 장원(壯元)한 이에게 가자(嘉資)와 명창(名唱)의 칭호를 내렸다. 

## 명칭
‘사습(私習)’이란 활쏘기에서 활을 정식으로 쏘기 전에 연습으로 쏘는 일을 일컫는 말이다. 전주의 전라감영과 전주부의 통인청(通引廳)이 주관했던 사습놀이가 전주대사습놀이의 전신이다. 조선 숙종 당시 마상 궁술대회와 영조대의 물놀이와 판소리, 백일장 등 민속무예놀이를 종합해 ‘대사습(大私習)’이라 불렀다.

## 역사
1732년(영조 8년)에 지방재인청과 가무 대사습청이 설치됨에 따라 전주에 4군자정을 신축하고, 1784년(정조 8년)에 최초로 전주에서 대사습놀이가 펼쳐진 뒤 매년 연례행사가 실시됐다. 이후 매년 연례 행사로 실시되었으나 일제강점기가 시작되던 1910년 전후로 중단되었다. 
1974년 전주에서 추진위원회를 결성하여 전주대사습놀이 복원을 추진하였고 1975년부터 5개 부문(판소리, 농악, 무용, 시조, 궁도)으로 국악 경연 대회를 개최했다. 이후 1983년 판소리부가 판소리명창부와 판소리일반부로 분리되고, 기악부와 민요, 가야금병창부가 추가되어 총 9개 부문으로 대회 규모가 확대되었다. 2010년 명고수부가 추가되어 모두 10개 부문이 되었다. 2024넌 6월 3일 '제50회 전주대사습놀이 대회'가 개최되었다. 본대회는 문화방송에서 주관하고 있다.

## 역대 참가자 및 수상자
권삼득, 신재효, 송만갑 등이 대사습놀이에서 선발되어 의관, 통정, 감찰, 오위장 등의 벼슬을 직접 제수하고 명창 칭호를 하사했고, 장자백(?-1907), 정창업(1847-1889), 김세종, 염덕준, 이날치, 박만순, 주덕기, 장수철 등이 참가했다는 기록이 있다.
| 대회 | 연도   | 수상자 |
| ---- | ------ | ------ |
| 1회  | 1975년 | 오정숙 |
| 2회  | 1976년 | 조상현 |
| 3회  | 1977년 | 성우향 |
| 4회  | 1978년 | 성창순 |
| 5회  | 1979년 | 이일주 |
| 6회  | 1980년 | 최난수 |
| 7회  | 1981년 | 최승희 |
| 8회  | 1982년 | 조통달 |
| 9회  | 1983년 | 김일구 |
| 10회 | 1984년 | 전정민 |
| 11회 | 1985년 | 김영자 |
| 12회 | 1986년 | 성준숙 |
| 13회 | 1987년 | 박계향 |
| 14회 | 1988년 | 은희진 |
| 15회 | 1989년 | 김수현 |
| 16회 | 1990년 | 이명희 |
| 18회 | 2002년 | 염경애 |